# Lista finalelor Campionatului European de Fotbal

Harta țărilor câștigătoare

Campionatul European de Fotbal este o competiție fotbalistică înființată în 1960. Ea este disputată între echipele naționale de fotbal ale statelor membre UEFA, organul conducător al fotbalului european, și se ține o dată la fiecare patru ani. Câștigătoarea primei ediții a fost Uniunea Sovietică, care în finală a învins Iugoslavia cu 2–1 la Paris, în prelungirile meciului. Cea mai recentă finală, jucată la Londra în 2021, a fost câștigată de Italia, care a bătut Anglia la loviturile de departajare (3-2), scorul în cele 120 minute fiind 1-1.  Următoarea ediție a Campionatului European va fi găzduită de Germania în 2024.

## Lista finalelor
| †             | Meci decis în prelungiri                |
| double-dagger | Meci decis la loviturile de departajare |
| &             | Meci decis prin rejucare                |
| §             | Meci decis prin gol de aur              |

1Notă:
- Coloana "Ediția" se referă la ediția Campionatului European de Fotbal în care s-a ținut finala, ți legătura duce către articolul turneului respectiv.
- Legăturile din coloana "Scor final" duc către articolul finalei respective.

| Ediția | Campioana         | Scor final | Vice-campioana    | Stadion                            | Locația                   | Ref           |
| ------ | ----------------- | ---------- | ----------------- | ---------------------------------- | ------------------------- | ------------- |
| 1960   | Uniunea Sovietică | 2–1†       | Iugoslavia        | Parc des Princes                   | Paris, Franța             | [ 2 ] [ 3 ]   |
| 1964   | Spania            | 2–1        | Uniunea Sovietică | Stadionul Santiago Bernabéu        | Madrid, Spania            | [ 4 ] [ 5 ]   |
| 1968   | Italia            | 2–0&       | Iugoslavia        | Stadio Olimpico                    | Roma, Italia              | [ 7 ] [ 8 ]   |
| 1972   | Germania de Vest  | 3–0        | Uniunea Sovietică | Stadionul Heysel                   | Bruxelles, Belgia         | [ 9 ] [ 10 ]  |
| 1976   | Cehoslovacia      | 2–2 ·      | Germania de Vest  | Stadionul Steaua Roșie             | Belgrad, Iugoslavia       | [ 12 ] [ 13 ] |
| 1980   | Germania de Vest  | 2–1        | Belgia            | Stadio Olimpico                    | Roma, Italia              | [ 14 ] [ 15 ] |
| 1984   | Franța            | 2–0        | Spania            | Parc des Princes                   | Paris, Franța             | [ 16 ] [ 17 ] |
| 1988   | Țările de Jos     | 2–0        | Uniunea Sovietică | Olympiastadion                     | München, Germania de Vest | [ 18 ] [ 19 ] |
| 1992   | Danemarca         | 2–0        | Germania          | Ullevi                             | Göteborg, Suedia          | [ 20 ] [ 21 ] |
| 1996   | Germania          | 2–1§       | Cehia             | Stadionul Wembley                  | Londra, Anglia            | [ 23 ] [ 24 ] |
| 2000   | Franța            | 2–1§       | Italia            | De Kuip                            | Rotterdam, Olanda         | [ 26 ] [ 27 ] |
| 2004   | Grecia            | 1–0        | Portugalia        | Estádio da Luz                     | Lisabona, Portugalia      | [ 28 ] [ 29 ] |
| 2008   | Spania            | 1–0        | Germania          | Ernst-Happel-Stadion               | Viena, Austria            | [ 30 ] [ 31 ] |
| 2012   | Spania            | 4–0        | Italia            | Olimpiysky National Sports Complex | Kiev, Ucraina             | [ 32 ] [ 33 ] |
| 2016   | Portugalia        | 1–0†       | Franța            | Stade de France                    | Saint-Denis, Franța       | [ 34 ] [ 35 ] |
| 2020   | Italia            | 3–2 ·      | Anglia            | Stadionul Wembley                  | Londra, Anglia            | [ 36 ] [ 37 ] |
| 2024   | Spania            | 2–1        | Anglia            | Olympiastadion                     | Berlin, Germany           | [ 38 ]        |

## Rezultate după țară
| Echipa        | În finală | Campioană | Vicecampioană | Anii câștigători       | Anii pierdanți   |
| ------------- | --------- | --------- | ------------- | ---------------------- | ---------------- |
| Germania      | 6         | 3         | 3             | 1972, 1980, 1996       | 1976, 1992, 2008 |
| Spania        | 5         | 4         | 1             | 1964, 2008, 2012, 2024 | 1984             |
| Italia        | 4         | 2         | 2             | 1968, 2020             | 2000, 2012       |
| Franța        | 3         | 2         | 1             | 1984, 2000             | 2016             |
| Rusia         | 4         | 1         | 3             | 1960                   | 1964, 1972, 1988 |
| Cehia         | 2         | 1         | 1             | 1976                   | 1996             |
| Portugalia    | 2         | 1         | 1             | 2016                   | 2004             |
| Țările de Jos | 1         | 1         | 0             | 1988                   | –                |
| Danemarca     | 1         | 1         | 0             | 1992                   | –                |
| Grecia        | 1         | 1         | 0             | 2004                   | –                |
| Iugoslavia    | 2         | 0         | 2             | –                      | 1960, 1968       |
| Belgia        | 1         | 0         | 1             | –                      | 1980             |
| Anglia        | 2         | 0         | 1             | –                      | 2020, 2024       |